# Kormorán ušatý
Kormorán ušatý (Nannopterum auritum) je 70–90 cm velký druh vodního ptáka z čeledi kormoránovitých (Phalacrocoracidae). V rozpětí křídel dorůstá 114–132 cm a váží 1,2-2,5 kg. Je celý černý, leskle zelený s hnědými, jakoby šipunatými křídly a neopeřenou, žluto-oranžovou kůží u kořene zobáku. Ve svatebním šatu mu po stranách hlavy vyrůstají také charakteristická bílá péřová ouška. Běžně se vyskytuje na rozsáhlém území Severní Ameriky, kde osidluje vnitrozemní i pobřežní vody. Živí se především rybami, ale občas požírá také korýše a obojživelníky. Je společenský a žije zpravidla v hejnech, často společně s jinými vodními ptáky. Hnízdo staví na stromech, útesech nebo na zemi.